# Cortes de Baza
Cortes de Baza – gmina w Hiszpanii, w prowincji Grenada, w Andaluzji, o powierzchni 140,56 km². W 2011 roku gmina liczyła 2219 mieszkańców. Cortes de Baza leży wzdłuż wschodnich brzegów rzeki Rio Castril.